# Gare de Ballancourt
La gare de Ballancourt est une gare ferroviaire française de la ligne de Villeneuve-Saint-Georges à Montargis, située sur le territoire de la commune de Ballancourt-sur-Essonne, dans le département de l'Essonne en région Île-de-France.
Ouverte en 1865 par la Compagnie des chemins de fer de Paris à Lyon et à la Méditerranée, c'est aujourd'hui une gare de la Société nationale des chemins de fer français (SNCF) desservie par les trains de la ligne D du RER. Elle se situe à une distance de 46,68 km de Paris-Gare-de-Lyon.

## Situation ferroviaire
La gare de Ballancourt est établie à l'est de la commune de Ballancourt-sur-Essonne, le long de la rivière Essonne, à 55 mètres d'altitude, au point kilométrique (PK) 46,680 de la ligne de Villeneuve-Saint-Georges à Montargis.
Elle constitue le dixième point d’arrêt de la ligne après la gare de Mennecy et précède la gare de La Ferté-Alais.

## Histoire

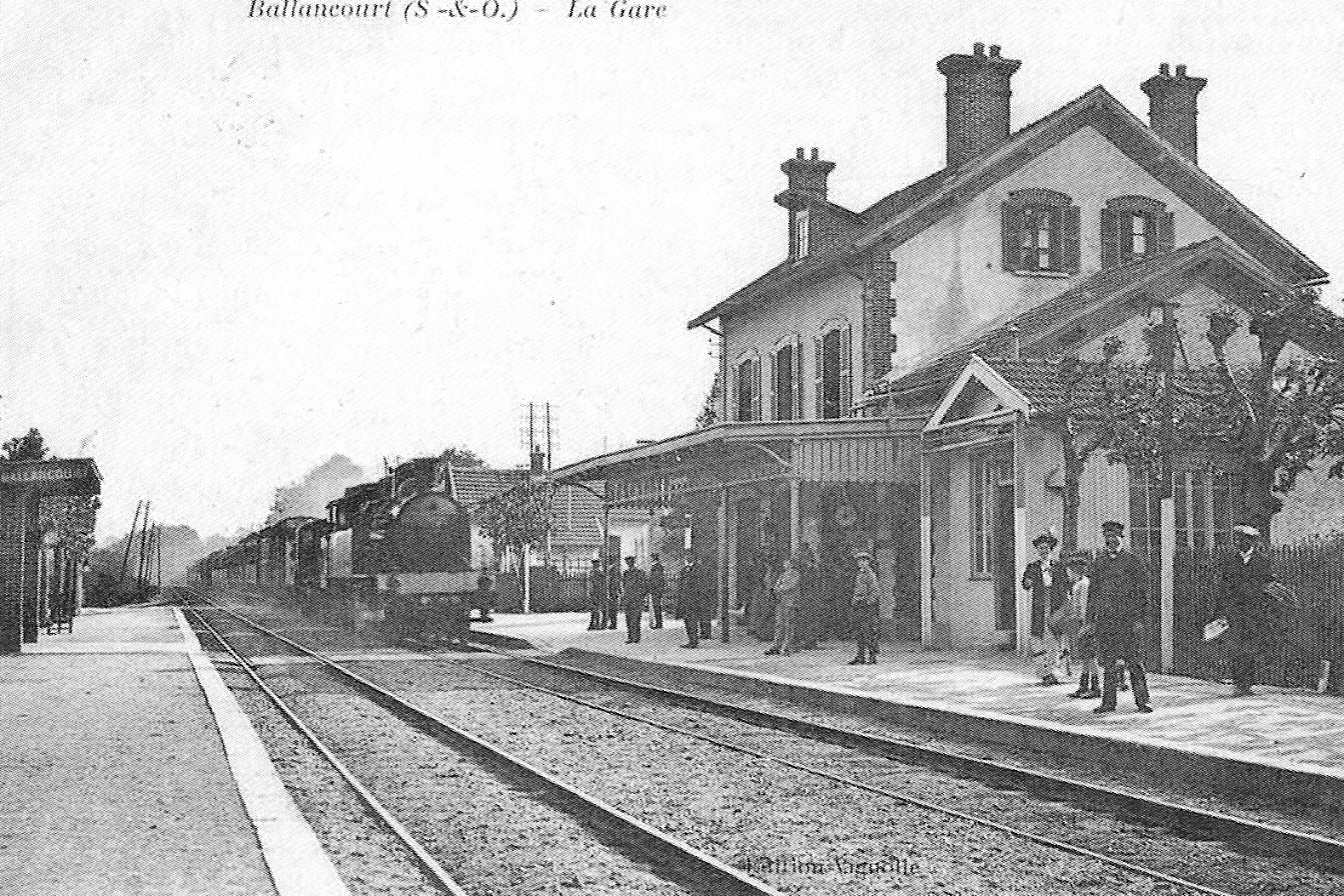
Vue de l'intérieur de la gare au début du XX.

La station de Ballancourt est mise en service par la Compagnie des chemins de fer de Paris à Lyon et à la Méditerranée (PLM), le 5 janvier 1865, lors de l’inauguration de la section de Corbeil à Maisse de la ligne de Villeneuve-Saint-Georges à Montargis.
En 2016, selon les estimations de la SNCF, la fréquentation annuelle de la gare est de 513 000 voyageurs.

## Service des voyageurs

### Accueil
La gare de Ballancourt dispose d'un bâtiment voyageurs dans lequel un service commercial est assuré uniquement les jours ouvrés de 6 h à 13 h. En dehors des heures d'ouverture de la gare, un automate permet la délivrance de titres de transport pour toutes les gares du réseau Transilien.
Chaque quai de la gare est équipé d'un abri voyageurs. Un passage souterrain permet l'accès d'un quai à l'autre.
La gare dispose d'un parking situé sur le côté gauche du bâtiment voyageurs.

### Desserte
La gare est desservie par les trains de la ligne D du RER.
De 14 décembre 2008 jusqu'au 13 décembre 2013, les trains desservant la gare de Ballancourt ne se rendaient plus sur la partie nord de la ligne et assuraient des missions uniquement à destination ou en provenance de la gare de Châtelet - Les Halles ou de Paris-Gare-de-Lyon.
Depuis le 9 décembre 2018, les trains desservant Ballancourt ont pour origine ou terminus nord la gare de Juvisy via Ris-Orangis ; en conséquence, les voyageurs venant de Paris ou souhaitant s'y rendre doivent changer de train à Juvisy, gare desservie par les trains du RER C et du RER D, ou à Corbeil Essonnes s'ils empruntent uniquement le RER D.

### Correspondances
La gare est desservie par les lignes 4301, 4303, 4324, 4325 et 4326 du réseau de bus Essonne Sud Est et, en soirée, par la ligne 4251 du réseau de bus Évry Centre Essonne.

## Dans la culture
Une scène du film L'Attentat, d’Yves Boisset, y est tournée.

## Galerie de photographies

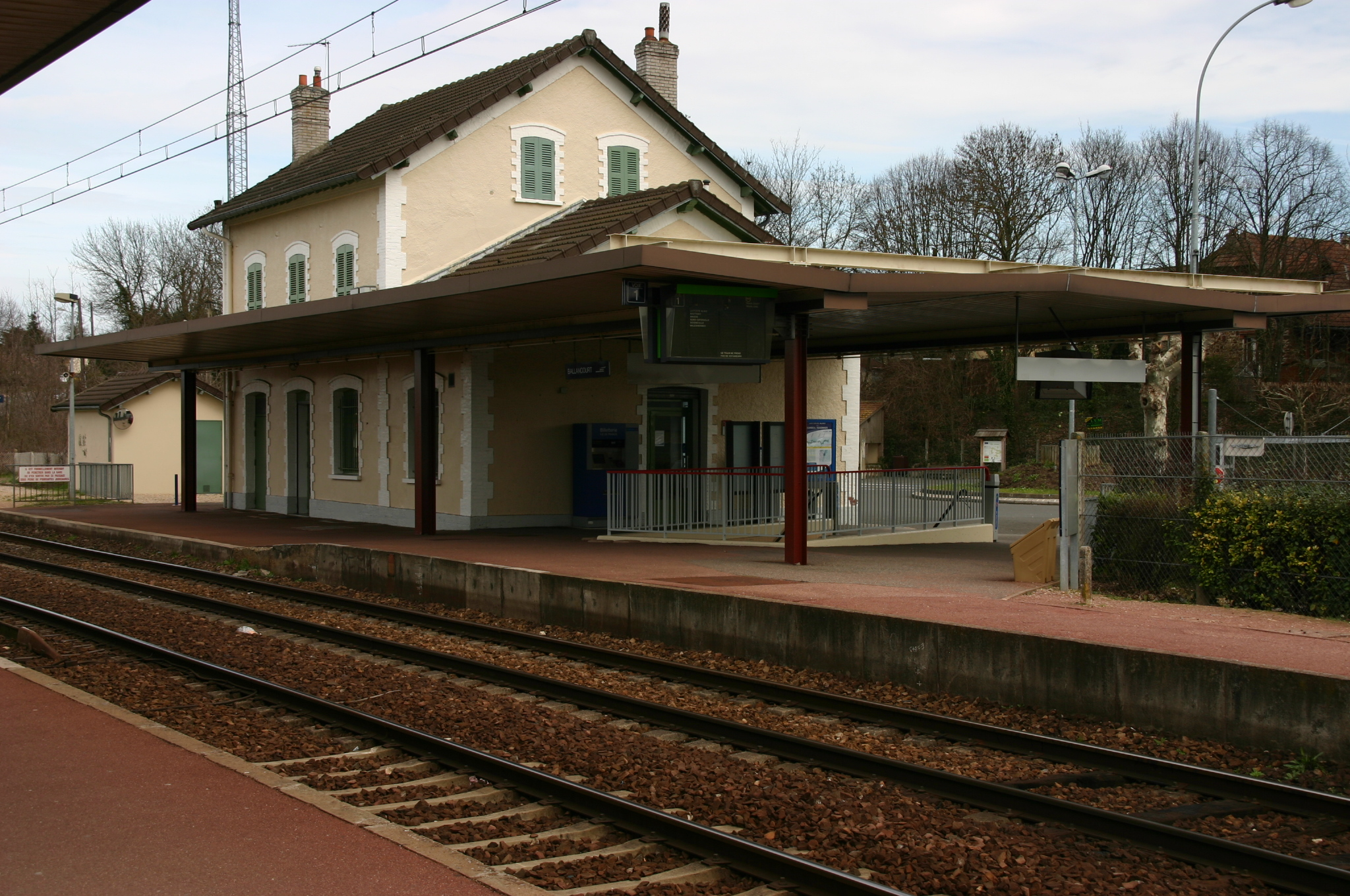
Bâtiment voyageurs avec l'entrée et l'accès aux quais.
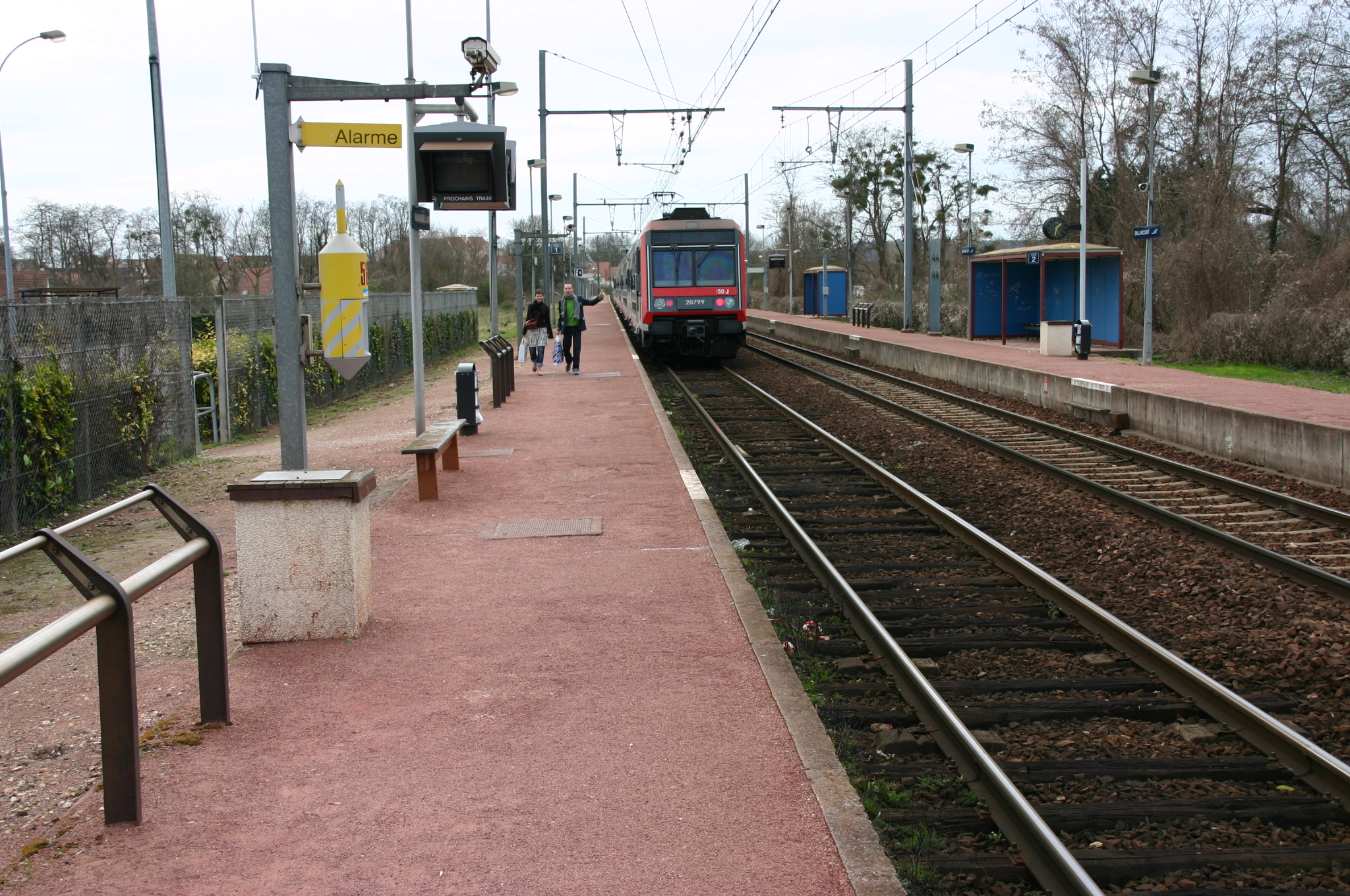
Voies et quais avec le départ d'un train Transilien en direction de Malesherbes.
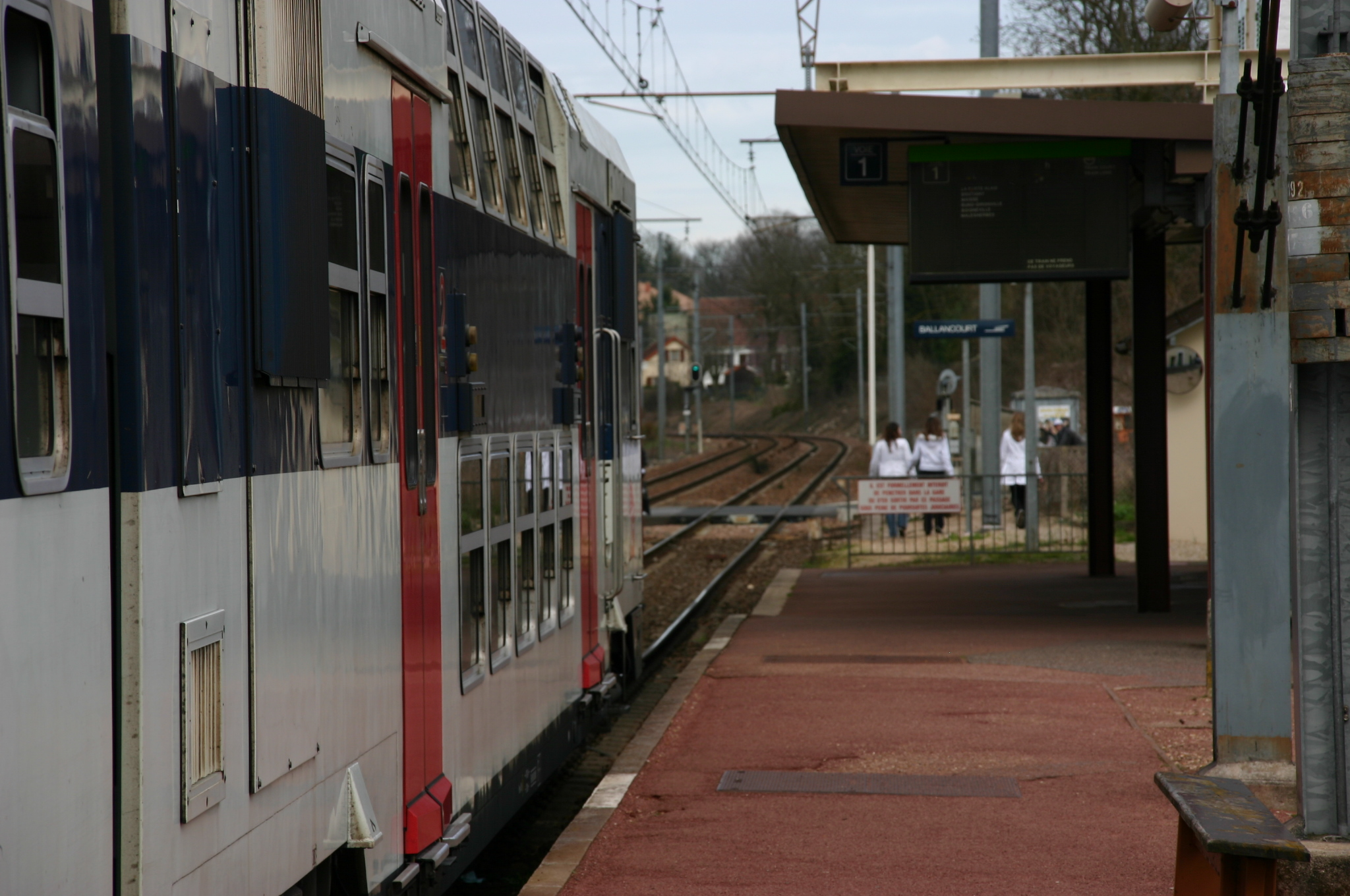
Rame Z 20500 en gare de Ballancourt à destination de Malesherbes.
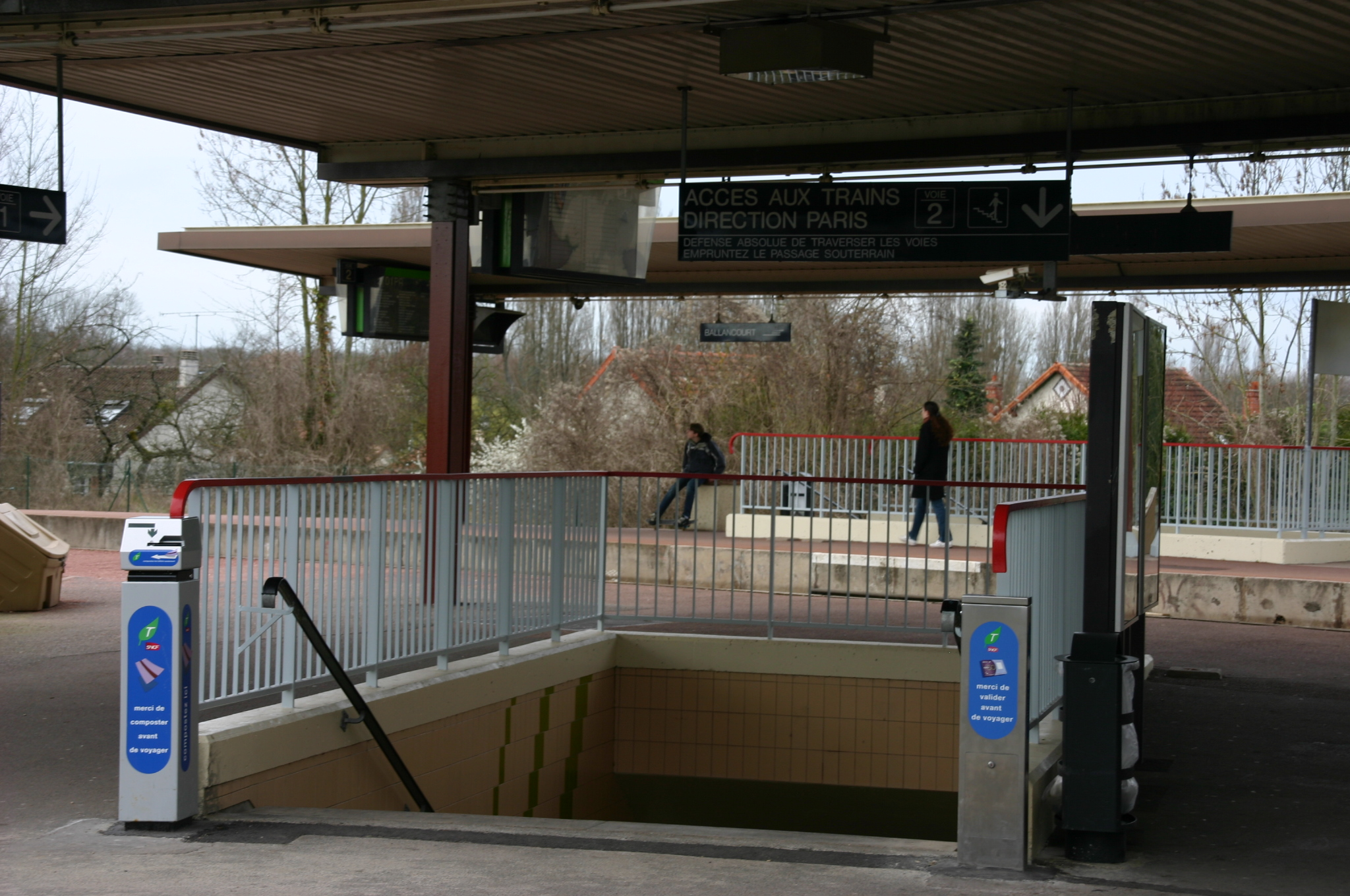
Entrée du passage souterrain.
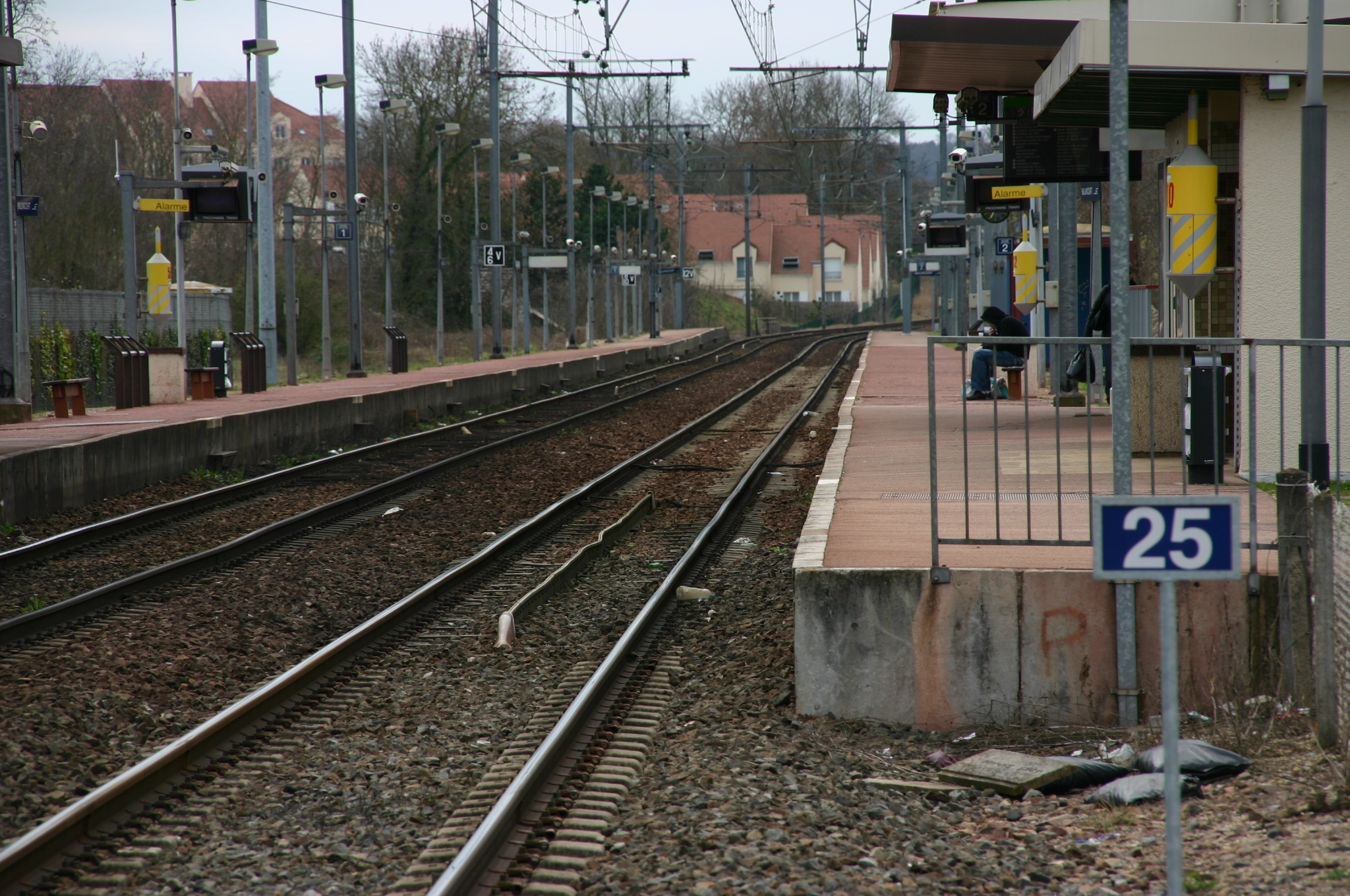
Vue de la gare depuis le passage à niveau.